# Kristallen 2016
Kristallengalan 2016 ägde rum 4 september 2016. Den produceras av Nexiko och sändes i Kanal 5. Programledare var Carina Berg och Christine Meltzer.
Priserna i fyra av kategorierna (Årets program, Årets kvinnliga programledare, Årets manliga programledare och Årets sport-tv-profil) röstades fram av tittarna under direktsändningen av galan medan priserna i de 13 andra kategorierna utsågs av en jury. Kristallens styrelse utsåg även en Hederspristagare. Kristallen meddelade den 16 augusti vilka som var nominerade.

## Nominerade och vinnare

### Årets barn- och ungdomsprogram
| Vinnare                | Vinnare | Vinnare               |
| ---------------------- | ------- | --------------------- |
| Familjen Rysberg       | SVT     | Nordisk Film TV       |
| Övriga nominerade      |         |                       |
| Livet i mattelandet    | UR      | Patrik Sthlm          |
| Läsmysteriet           | UR      | UR                    |
| Min bror kollokungen   | SVT     | Bob Film & Bleck Film |
| Tusen år till julafton | SVT     | Thelma & Louise       |

### Årets dokumentärprogram
| Vinnare                                                     | Vinnare | Vinnare                      |
| ----------------------------------------------------------- | ------- | ---------------------------- |
| My life my lesson                                           | UR      | Film and Tell                |
| Övriga nominerade                                           |         |                              |
| Det är inte så dumt att bli gammal: Livet börjar vid hundra | SVT     |                              |
| Gåtan Christer Pettersson                                   | TV4     | Stål television              |
| Taikon                                                      | SVT     | Gellert Tamas Filmproduktion |
| Trevligt folk deluxe                                        | Kanal 5 | Mexiko/Thelma & Louise       |

### Årets dokusåpa
| Vinnare                | Vinnare | Vinnare         |
| ---------------------- | ------- | --------------- |
| Jakten på storsäljaren | Kanal 5 | Strix           |
| Övriga nominerade      |         |                 |
| Bachelor               | Sjuan   | Warner Bros     |
| Bonde söker fru        | TV4     | Fremantle Media |
| Mästarnas mästare      | SVT     | Meter           |
| Ung & bortskämd        | TV3     | Baluba          |

### Årets fakta- och aktualitetsprogram
| Vinnare            | Vinnare | Vinnare       |
| ------------------ | ------- | ------------- |
| Absolut svensk     | SVT     |               |
| Övriga nominerade  |         |               |
| Breaking News      | Kanal 5 | Mexiko        |
| Det handlar om dig | UR      | UR            |
| Nyhetsmorgon       | TV4     | Nyhetsbolaget |
| Vi kallas tiggare  | SVT     |               |

### Årets granskning
| Vinnare                                | Vinnare | Vinnare       |
| -------------------------------------- | ------- | ------------- |
| Experimenten - Dokument inifrån        | SVT     |               |
| Övriga nominerade                      |         |               |
| Den hemliga kontrollen - Kalla Fakta   | TV4     | Nyhetsbolaget |
| Legitimerad - Uppdrag granskning       | SVT     |               |
| Panama-dokumenten - Uppdrag granskning | SVT     |               |

### Årets humorprogram
| Vinnare           | Vinnare | Vinnare       |
| ----------------- | ------- | ------------- |
| Full Patte        | SVT     | Eyeworks      |
| Övriga nominerade |         |               |
| Boy Machine       | TV4     | FLX           |
| Inte OK           | TV3     | FLX           |
| Partaj            | Kanal 5 | Baluba        |
| Solsidan          | TV4     | FLX/Jarowskij |

### Årets kvinnliga skådespelare i en tv-produktion
| Vinnare                                   | Vinnare | Vinnare |
| ----------------------------------------- | ------- | ------- |
| Cilla Thorell (Det mest förbjudna)        | SVT     |         |
| Övriga nominerade                         |         |         |
| Alexandra Rapaport (Gåsmamman)            | Kanal 5 |         |
| Djuangjai Hirunsri (30 grader i februari) | SVT     |         |
| Maria Kulle (Fröken Frimans krig 2)       | SVT     |         |
| Shima Niavarani (Boy Machine)             | TV4     |         |

### Årets livsstilsprogram
| Vinnare               | Vinnare | Vinnare     |
| --------------------- | ------- | ----------- |
| Vänligen Lars Lerin   | SVT     | Mexiko      |
| Övriga nominerade     |         |             |
| Det sitter i väggarna | SVT     | Titan       |
| Ska vi göra slut      | Kanal 5 | Mexiko      |
| Skilsmässohotellet    | Sjuan   | Warner Bros |
| Sommar med Ernst      | TV4     | OTW         |

### Årets manliga skådespelare i en tv-produktion
| Vinnare                                 | Vinnare | Vinnare |
| --------------------------------------- | ------- | ------- |
| Kjell Bergqvist (Springfloden)          | SVT     |         |
| Övriga nominerade                       |         |         |
| Johan Rheborg (Solsidan)                | TV4     |         |
| Jonas Karlsson (Boy Machine)            | TV4     |         |
| Kjell Wilhelmsen (30 grader i februari) | SVT     |         |
| Krister Henriksson (Modus)              | TV4     |         |

### Årets realityprogram
| Vinnare                    | Vinnare | Vinnare           |
| -------------------------- | ------- | ----------------- |
| Heja Sverige               | TV4     | Nordisk Film TV   |
| Övriga nominerade          |         |                   |
| Gift vid första ögonkastet | SVT     | Baluba            |
| Gympaläraren               | SVT     | Mexiko            |
| Jorden runt på 6 steg      | Kanal 5 | Mexiko            |
| Parneviks                  | TV3     | Elk Entertainment |

### Årets tv-drama
| Vinnare            | Vinnare | Vinnare                 |
| ------------------ | ------- | ----------------------- |
| Bron               | SVT     | Filmlance & Nimbus Film |
| Övriga nominerade  |         |                         |
| Black widows       | TV3     | Moskito                 |
| Det mest förbjudna | SVT     | GötaFilm                |
| Gåsmamman          | Kanal 5 | Endemol Sverige         |
| Modus              | TV4     | Miso Film               |

### Årets tv-personlighet
| Vinnare                                             | Vinnare | Vinnare |
| --------------------------------------------------- | ------- | ------- |
| Lars Lerin (Vänligen Lars Lerin)                    | SVT     |         |
| Övriga nominerade                                   |         |         |
| Dagny Carlsson (Det är inte så dumt att bli gammal) | SVT     |         |
| Karin Laserow (Bytt är bytt)                        | TV4     |         |
| Miriam Bryant (Så mycket bättre)                    | TV4     |         |
| Patrik Andersson (Trevligt folk deluxe)             | Kanal 5 |         |

### Årets underhållningsprogram
| Vinnare                           | Vinnare | Vinnare   |
| --------------------------------- | ------- | --------- |
| Eurovision Song Contest – finalen | SVT     |           |
| Övriga nominerade                 |         |           |
| Berg & Meltzer på Oscars          | Kanal 5 | Fremantle |
| Let's Dance                       | TV4     | Mastiff   |
| På spåret                         | SVT     |           |
| Så mycket bättre                  | TV4     | Mastiff   |

### Årets program
| Vinnare               | Vinnare | Vinnare           |
| --------------------- | ------- | ----------------- |
| Gympaläraren          | SVT     | Nexiko            |
| Övriga nominerade     |         |                   |
| Jorden runt på 6 steg | Kanal 5 | Nexiko            |
| Så mycket bättre      | TV4     | Mastiff           |
| Parneviks             | TV3     | Elk Entertainment |

### Årets kvinnliga programledare
| Vinnare                           | Vinnare | Vinnare |
| --------------------------------- | ------- | ------- |
| Tilde de Paula Eby                | TV4     |         |
| Övriga nominerade                 |         |         |
| Carina Berg och Christine Meltzer | Kanal 5 |         |
| Gina Dirawi                       | SVT     |         |
| Malin Gramer                      | TV3     |         |

### Årets manliga programledare
| Vinnare                             | Vinnare | Vinnare |
| ----------------------------------- | ------- | ------- |
| Filip Hammar och Fredrik Wikingsson | Kanal 5 |         |
| Övriga nominerade                   |         |         |
| David Hellenius                     | TV4     |         |
| Måns Zelmerlöw                      | SVT     |         |
| Patrick Grimlund och Magnus Hedberg | TV3     |         |

### Årets sport-tv-profil
| Vinnare           | Vinnare | Vinnare |
| ----------------- | ------- | ------- |
| Johanna Ojala     | SVT     |         |
| Övriga nominerade |         |         |
| Anna Brolin       | TV4     |         |
| Karin Frick       | Kanal 5 |         |
| Frida Nordstrand  | TV3     |         |

### Årets hederspris
- Annie Wegelius